# گوشین
گوشین روستایی در دهستان نه بخش مرکزی شهرستان نهبندان استان خراسان جنوبی ایران است. بر پایه سرشماری عمومی نفوس و مسکن در سال ۱۳۹۰ جمعیت این روستا ۹۱ نفر (در ۳۱ خانوار) بوده است.